# Lavinia Warren

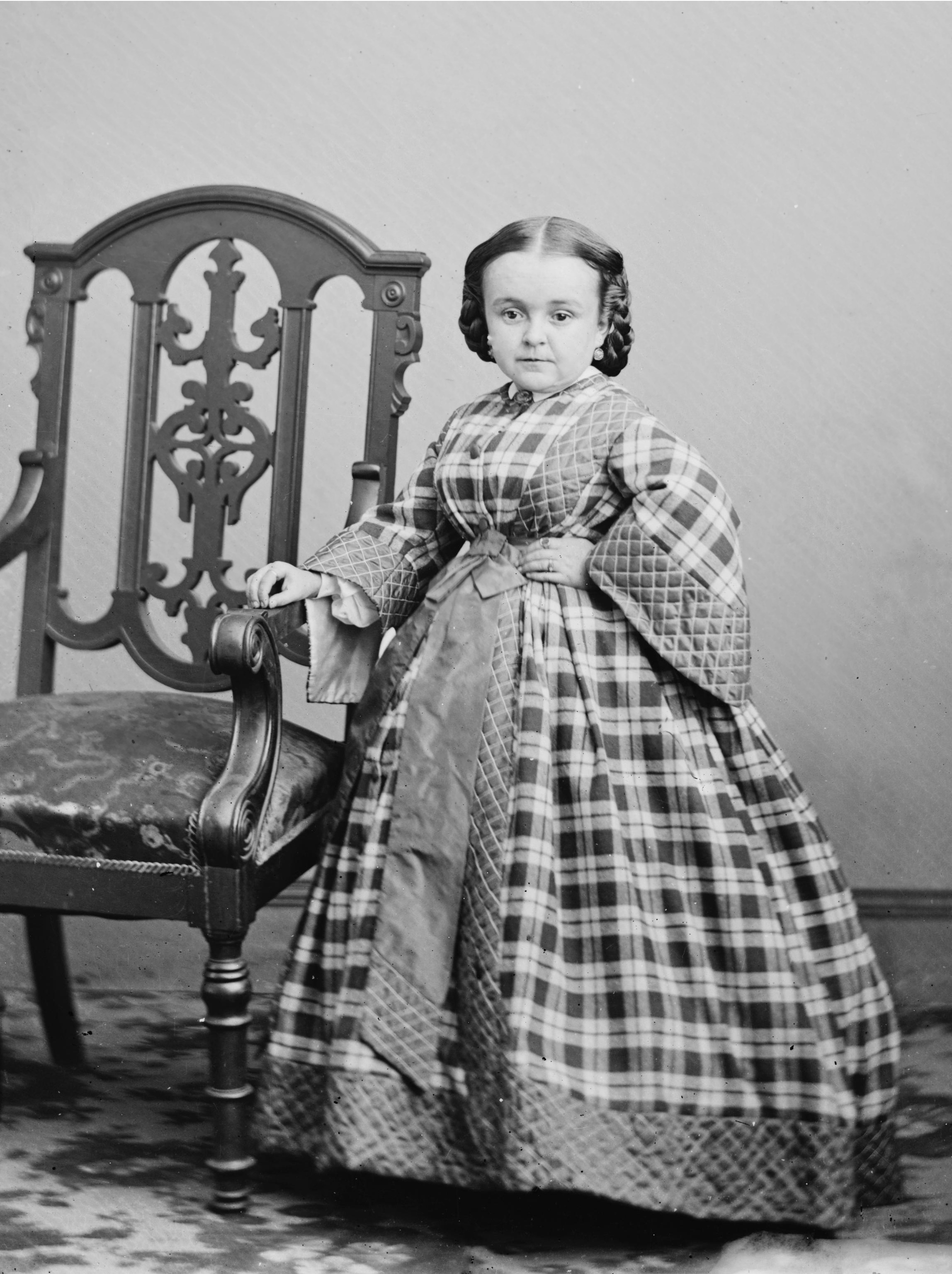
Lavinia Warren

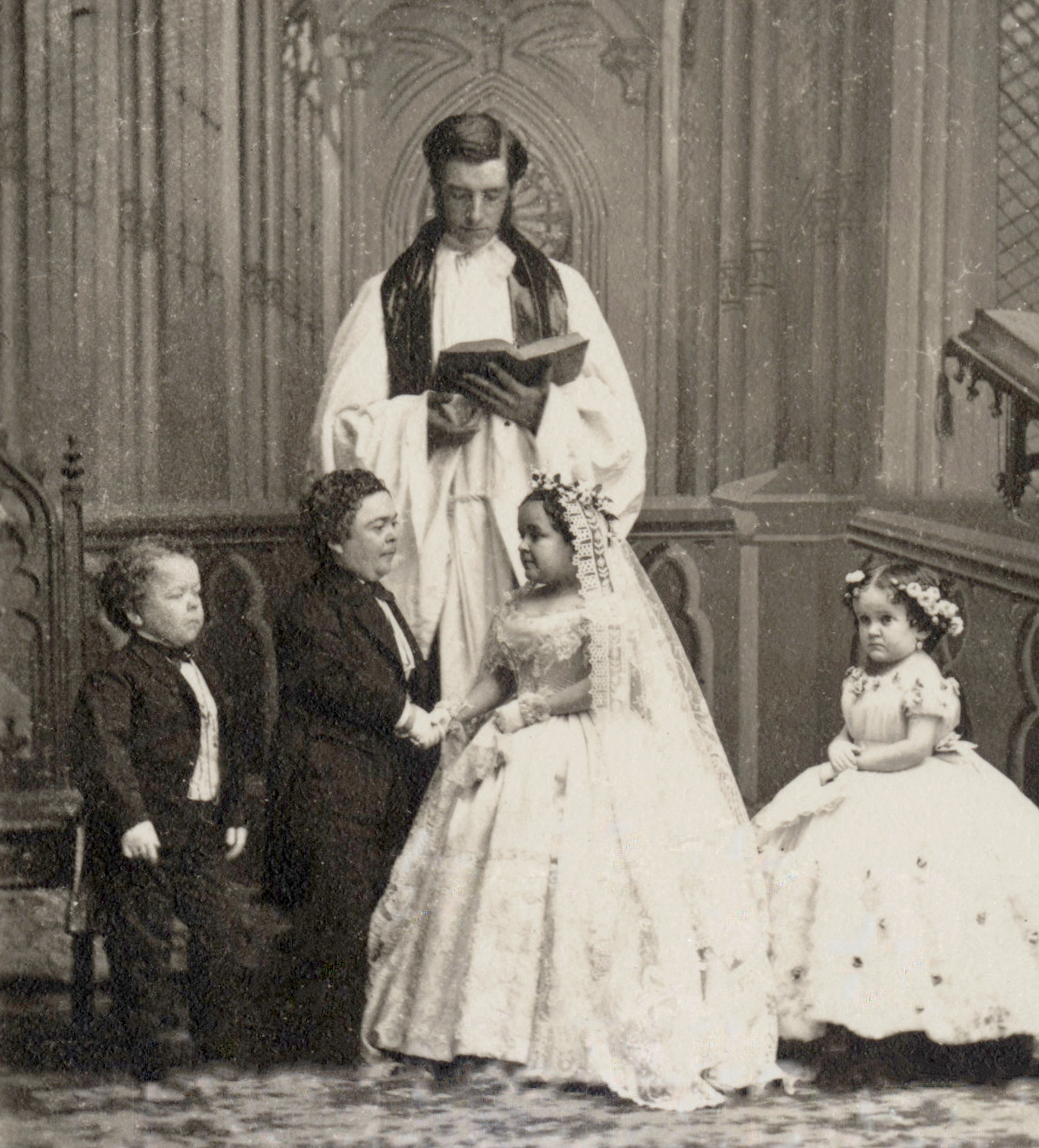
Lavinia Warrens erste Hochzeit

Mercy Lavinia Warren Bump (* 31. Oktober 1841 oder 1842 in Middleborough; † 25. November 1919 ebenda) war eine US-amerikanische Schauspielerin.

## Leben
Lavinia Warren stammte aus einer angesehenen Familie. Sie wuchs mit vier Brüdern und drei Schwestern auf. In ihrem ersten Lebensjahr entwickelte sie sich normal, danach verzögerte sich ihr Wachstum extrem und hörte in ihrem zehnten Lebensjahr ganz auf. Sie erreichte nur eine Größe von 81 Zentimeter. Ihre jüngste Schwester, Minnie, war ebenfalls kleinwüchsig, der Rest der Geschwister nicht. Lavinia Warren besuchte eine normale Schule, arbeitete zeitweise in ihrer Heimatstadt als Lehrerin und wurde von ihrer Mutter auch in der Hauswirtschaft unterwiesen.
P. T. Barnum machte ihr 1862 das Angebot, sie für 1000 Dollar pro Woche (nach heutiger Kaufkraft ca. 27.800 Dollar) in seinem American Museum zur Schau zu stellen. Sie lehnte dies ab, um die Königshöfe Europas zu bereisen. Barnum ließ sich allerdings nicht entmutigen, besuchte die Eltern der jungen Frau und überredete schließlich Lavinia Warren, ihre Europareise um einige Wochen aufzuschieben und sich erst in seinem Museum zu zeigen.
In Boston lernte sie Charles Stratton kennen, der ihr bald einen Heiratsantrag machte. Die Hochzeit in der Grace Church (New York City) am 10. Februar 1863 löste ein großes Medienecho aus. Das Paar reiste auch weiterhin durch die Lande und präsentierte sich dem Publikum. Lavinia Warren benutzte dabei den Bühnennamen „Queen of Beauty“. Eine Krise löste der Tod Minnie Warrens aus, die 1878 im Kindbett starb. Lavinia Warren und ihr Mann dachten damals daran, ihre Karriere zu beenden, doch gelang es Barnum, sie zu überreden, weiter auf Tourneen zu gehen. Auf einer dieser Reisen erlebten Lavinia Warren und Charles Stratton 1883 den katastrophalen Hotelbrand im Newhall House mit. Sie überstanden ihn unversehrt, doch wenige Monate später starb Stratton an einem Schlaganfall. Zwei Jahre später heiratete Lavinia Warren den ebenfalls kleinwüchsigen Conte Primo Magri (1849–1920). Nach ihrem Tod wurde sie aber an der Seite ihres ersten Mannes beigesetzt. Der Grabstein trägt die schlichten Worte His Wife.

## Filme
1915 hatte Lavinia Warren eine Rolle in dem Stummfilm The Lilliputians' Courtship. Auch Count Magri wirkte in diesem Film mit. 1999 wurden sowohl Lavinia Warren als auch ihr erster Mann in dem Film Freaks Uncensored! von Vivian Forlander und Ari M. Roussimoff gezeigt.